# Chiesa di San Pietro Apostolo (Onna)
La chiesa di San Pietro Apostolo è un edificio religioso dell'Aquila, situato nella frazione di Onna.

## Storia
La storia della chiesa si collega a quella di Onna, le cui prime documentazioni risalgono al XII secolo. L'edificio è storicamente considerato una realizzazione cistercense ed era originariamente intitolato a Santa Maria; alcuni rinvenimenti recenti avvenuti durante il restauro del 2013-2016 hanno, tuttavia, portato alla luce resti di una chiesa preesistente, la cui datazione è risalente all'XI secolo.
La chiesa ha subito vari rimaneggiamenti, avvenuti principalmente nel XV secolo, probabilmente in seguito al terremoto dell'Aquila del 1461, e tra il XVIII-XIX secolo quando si è intervenuto in maniera massiccia all'interno dell'edificio, ricostruito in stile tardobarocco; a differenza della quasi totalità delle chiese aquilane, la parrocchiale onnese non aveva subito gravi danni dal distruttivo sisma del 1703, venendo quindi restaurata più per esigenze estetiche che funzionali.
San Pietro ha invece fatto registrare numerosi crolli e lesioni in occasione del terremoto del 2009, quando Onna è stata quasi rasa al suolo dalla furia del sisma. Le devastazioni si sono concentrate nell'area absidale e sul campanile, crollato, mentre la facciata ha subito un meccanismo di ribaltamento. Dopo un primo intervento di messa in sicurezza e catalogazione dell'apparato decorativo, è stato siglato un accordo tra il Ministero per i beni e le attività culturali ed il Ministero tedesco dell'edilizia e dello sviluppo che — anche in virtù dell'eccidio del 1944 perpetrato dalle truppe naziste contro la popolazione locale — ha adottato il borgo e finanziato il restauro della chiesa. I lavori hanno avuto inizio nel 2013 e l'edificio è stato riaperto al pubblico nel 2016 alla presenza del Sottosegretario di Stato Ilaria Borletti Buitoni e dell Segretario di Stato tedesco Gunther Adler.

## Descrizione
La chiesa è collocata al centro di Onna, in piazza Umberto I, poco distante dal tratturo Magno che dall'Aquila si sviluppa verso Foggia. La facciata, rivolta verso ovest, è in stile romanico; si presenta suddivisa in due ordini, di cui il superiore è leggermente più alto dell'inferiore, con portale lunettato e rosone collocato in asse, sebbene decentrato rispetto all'estensione dell'ordine superiore.
Internamente, l'edificio si presenta ad aula semplice, di forma rettangolare, ed in stile tardobarocco con alcune influenze di stampo neoclassico. In seguito al restauro successivo al terremoto del 2009, sono stati riportati alla luce alcuni affreschi quattro-cinquecenteschi.